# Nerf phrénique
Les nerfs phréniques (anciennement nerf diaphragmatique) naissent dans la région cervicale, entre les troisième et cinquième segments médullaires cervicaux. Ils descendent dans le thorax et assurent l'innervation de la plèvre médiastinale et du péricarde. Ils finissent sur le diaphragme, assurant son innervation motrice, permettant sa contraction et son relâchement, mouvements essentiels à la ventilation.
Le nerf phrénique issu principalement de C4 et accessoirement de C3 et C5 va cheminer dans le fascia du scalène antérieur avant d'atteindre le diaphragme, muscle respiratoire principal assurant la ventilation.

## Description

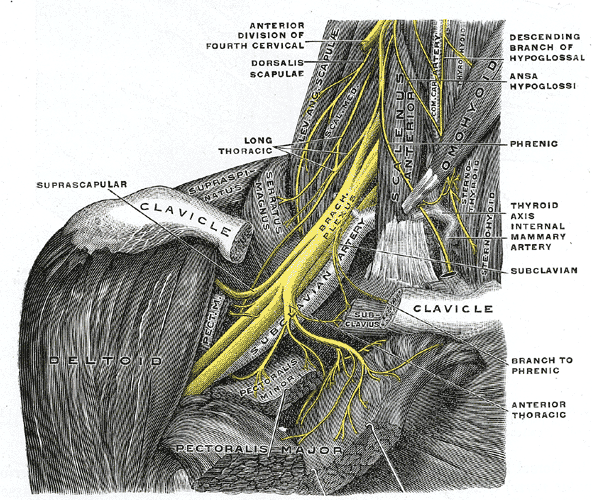
Vue antérieure de la partie droite du cou montrant la portion cervicale du nerf phrénique droit

### Origine
Le trajet alambiqué de ce nerf (responsable du hoquet), de la quatrième vertèbre cervicale jusqu'au diaphragme, est un exemple de trajet historique (voir triangle de Seilacher synthétisant les trois différentes contraintes responsables de la forme d'une structure anatomique) qui n'emprunte pas le trajet traditionnel des nerfs moteurs, lesquels se branchent sur la moelle épinière. Il est celui que le bloc musculaire homologue a parcouru durant 360 millions d'années environ depuis l'arrière de la tête des sarcoptérygiens jusqu'à l'arrière de la cage thoracique des tétrapodes (somites cervicaux donnant naissance aux muscles qui migrent dans la région diaphragmatique), processus qui reflète l'adaptation des vertébrés à la respiration aérienne,.
Le nerf phrénique est issu de la branche antérieure du 4e nerf cervical, et de manière inconstante de celles du 3e et du 5e. Il naît soit directement de cette branche, soit de la 3e anse du plexus cervical. Avec un trajet descendant, il passe successivement dans le cou puis le thorax pour se terminer sur le diaphragme.

### Portion cervicale
Dans le cou, le nerf phrénique longe le muscle scalène antérieur, d'abord son bord latéral, puis sa face antérieure pour rejoindre son bord médial. Le nerf phrénique entre dans le thorax en passant entre l'artère subclavière et soit la veine subclavière, soit l'origine du tronc veineux brachio-céphalique. À gauche, le nerf phrénique présente la particularité de passer également en dehors de la crosse du canal thoracique. De chaque côté, le nerf phrénique croise ensuite l'artère thoracique interne en arrière avec un trajet de dehors en dedans.

### Portion thoracique

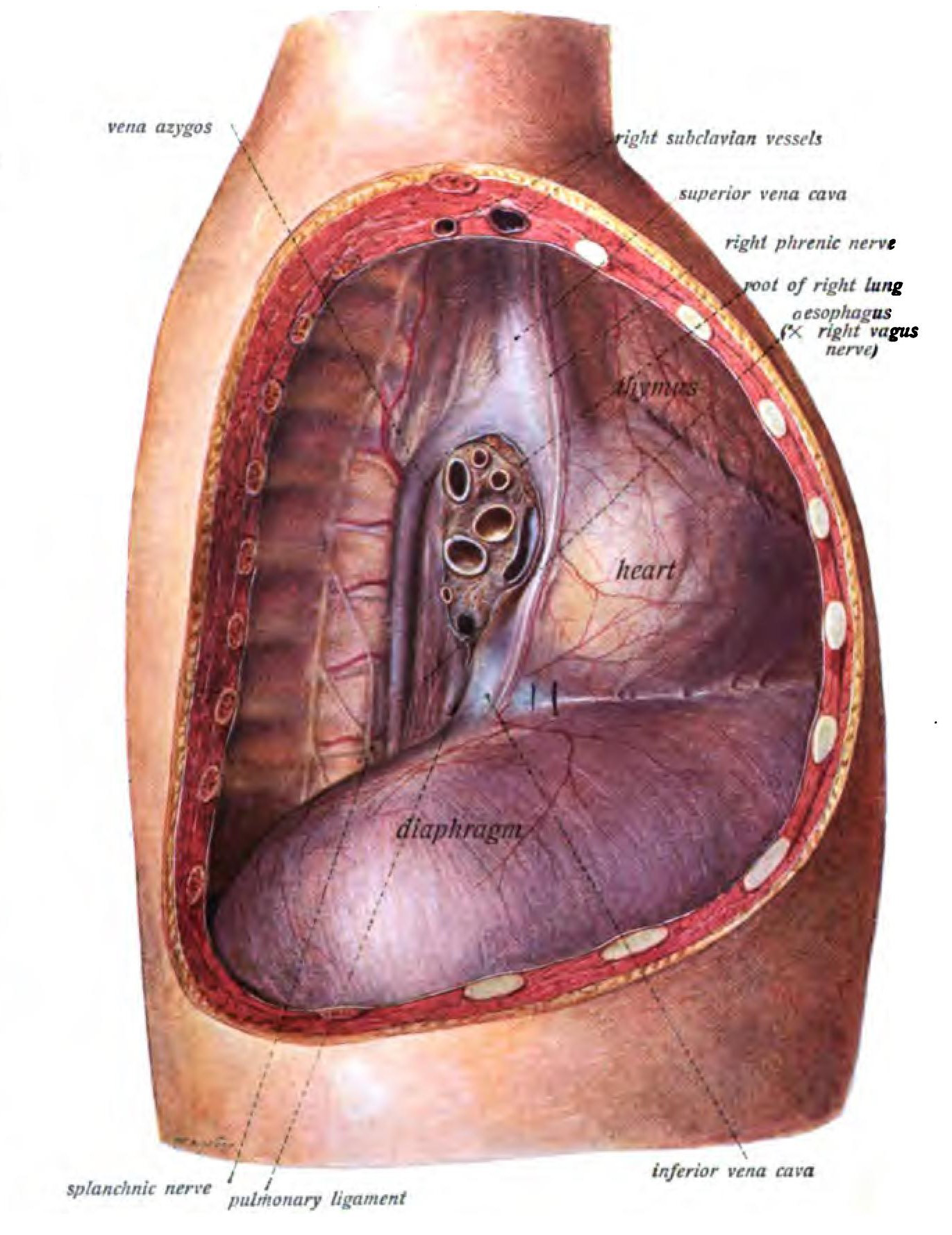
Vue latérale droite du médiastin, montrant le trajet du nerf phrénique droit

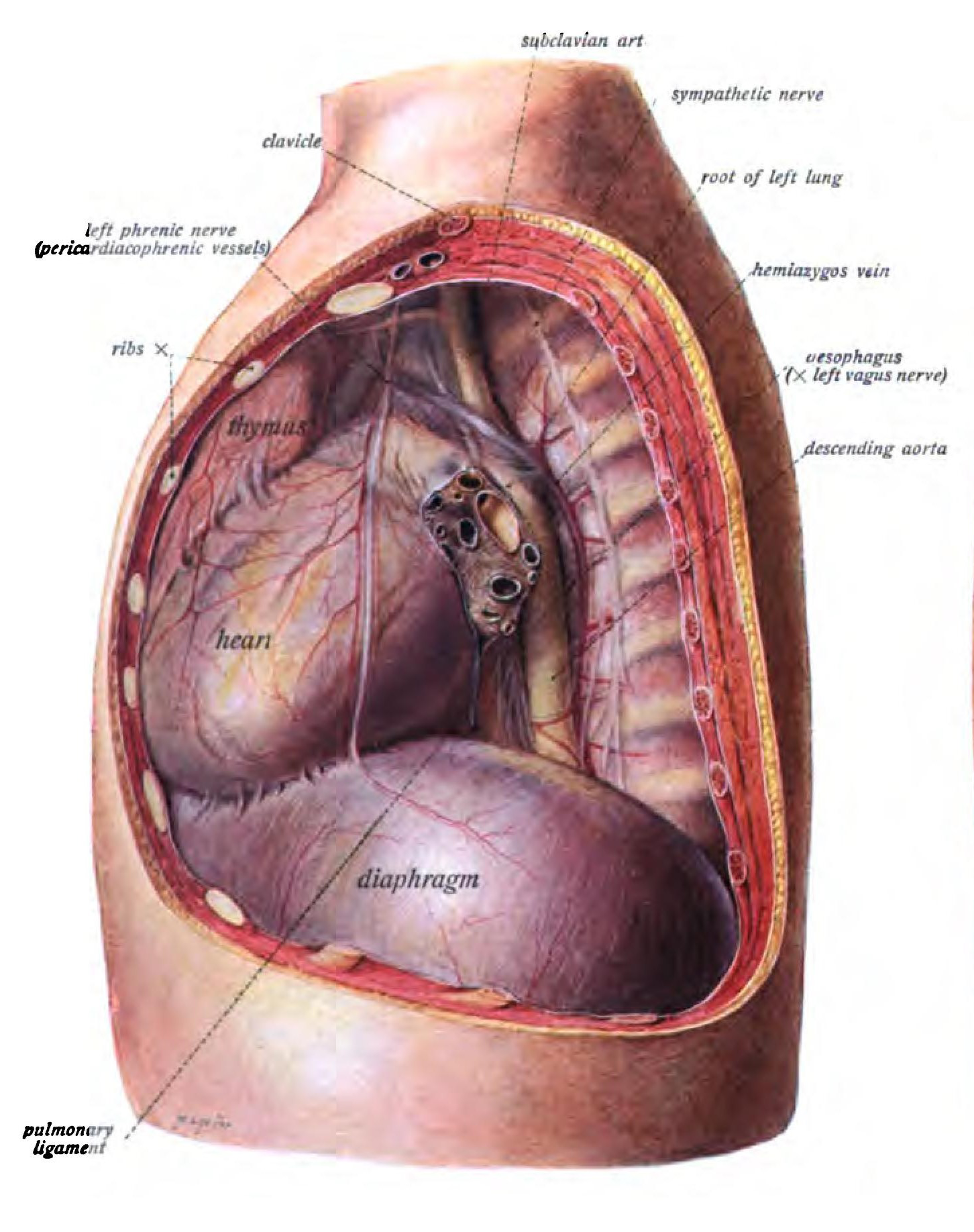
Vue latérale gauche du médiastin, montrant le trajet du nerf phrénique gauche

Dans le thorax, le nerf phrénique est en rapport latéralement avec la plèvre, et chemine avec les vaisseaux phréniques supérieurs. Le trajet et le rapport avec les structures du médiastin diffèrent entre la gauche et la droite.
Le nerf phrénique droit descend le long du côté postérolatéral du tronc veineux brachio-céphalique droit puis de la face latérale de la veine cave supérieure. Il passe en avant du pédicule pulmonaire droit puis descend verticalement le long de la face latérale droite du péricarde pour atteindre le diaphragme.
Le nerf phrénique gauche croise en arrière la portion horizontale de l'artère pulmonaire gauche puis longe la face latérale gauche du péricarde avec un trajet oblique en avant, et atteint le diaphragme un peu en arrière de la pointe du cœur.

### Branches et anastomoses
Le nerf phrénique donne des branches uniquement dans sa portion thoracique. Il donne d'abord plusieurs rameaux pour la plèvre et le péricarde. Il se divise ensuite à proximité du diaphragme en trois à quatre branches, comportant une branche abdominale et plusieurs rameaux musculaires supérieurs. Les rameaux musculaires supérieurs innervent la portion costale et sternale du diaphragme, tandis que la branche abdominale innerve les piliers du diaphragme ainsi qu'une partie du péritoine.
Dans le cou, le nerf phrénique est anastomosé avec le nerf subclavier (nerf phrénique accessoire) et avec le ganglion cervico-thoracique. Dans le thorax, le rameau musculaire supérieur le plus médial s'anastomose avec son homologue (anastomose pré-péricardique).

## Fonction

Schéma de la ventilation pulmonaire : à l'inspiration, le diaphragme s'aplatit en se contractant, augmentant le diamètre du thorax ; à l'expiration, l'inverse se produit de manière passive

Le nerf phrénique est le nerf du diaphragme, le muscle principal de la ventilation pulmonaire, permettant l'inspiration. Il est donc essentiel pour la ventilation, ainsi que pour les efforts de toux, d'éternuement et d'expectoration. Il intervient aussi au cours des efforts de pulsion abdominale comme la défécation ou l'accouchement.
Le nerf phrénique permet également la sensibilité d'une partie de la plèvre, notamment la coupole, ainsi que d'une partie du péricarde et du péritoine.

## Aspect clinique
La compression d'un nerf phrénique peut se manifester par un hoquet. La section d'un nerf phrénique provoque une paralysie de l'hémi-diaphragme du même côté, dont le principal symptôme est une gêne respiratoire.
La distribution péritonéale et péricardique du nerf phrénique pourrait expliquer la survenue de douleur de l'épaule droite pouvant survenir lors d'une colique hépatique ou d'une péricardite, par exemple.